# Arondismentul Quimper
Arondismentul Quimper (în franceză Arrondissement de Quimper) este un arondisment din departamentul Finistère, regiunea Bretagne, Franța.

## Subdiviziuni

### Cantoane
- Cantonul Arzano
- Cantonul Bannalec
- Cantonul Briec
- Cantonul Concarneau
- Cantonul Douarnenez
- Cantonul Fouesnant
- Cantonul Guilvinec
- Cantonul Plogastel-Saint-Germain
- Cantonul Pont-Aven
- Cantonul Pont-Croix
- Cantonul Pont-l'Abbé
- Cantonul Quimper-1
- Cantonul Quimper-2
- Cantonul Quimper-3
- Cantonul Quimperlé
- Cantonul Rosporden
- Cantonul Scaër

### Comune
| 1. Arzano (29002)            | 2. Audierne (29003)          | 3. Bannalec (29004)              | 4. Baye (29005)                     |
| 5. Beuzec-Cap-Sizun (29008)  | 6. Briec (29020)             | 7. Bénodet (29006)               | 8. Clohars-Carnoët (29031)          |
| 9. Clohars-Fouesnant (29032) | 10. Cléden-Cap-Sizun (29028) | 11. Combrit (29037)              | 12. Concarneau (29039)              |
| 13. Confort-Meilars (29145)  | 14. Douarnenez (29046)       | 15. Edern (29048)                | 16. Elliant (29049)                 |
| 17. Ergué-Gabéric (29051)    | 18. Esquibien (29052)        | 19. La Forêt-Fouesnant (29057)   | 20. Fouesnant (29058)               |
| 21. Gouesnach (29060)        | 22. Goulien (29063)          | 23. Gourlizon (29065)            | 24. Guengat (29066)                 |
| 25. Guiler-sur-Goyen (29070) | 26. Guilligomarc'h (29071)   | 27. Guilvinec (29072)            | 28. Le Juch (29087)                 |
| 29. Landrévarzec (29106)     | 30. Landudal (29107)         | 31. Landudec (29108)             | 32. Langolen (29110)                |
| 33. Loctudy (29135)          | 34. Locunolé (29136)         | 35. Mahalon (29143)              | 36. Melgven (29146)                 |
| 37. Mellac (29147)           | 38. Moëlan-sur-Mer (29150)   | 39. Névez (29153)                | 40. Penmarch (29158)                |
| 41. Peumerit (29159)         | 42. Pleuven (29161)          | 43. Plobannalec-Lesconil (29165) | 44. Plogastel-Saint-Germain (29167) |
| 45. Plogoff (29168)          | 46. Plogonnec (29169)        | 47. Plomelin (29170)             | 48. Plomeur (29171)                 |
| 49. Plonéis (29173)          | 50. Plonéour-Lanvern (29174) | 51. Plouhinec (29197)            | 52. Plovan (29214)                  |
| 53. Plozévet (29215)         | 54. Pluguffan (29216)        | 55. Pont-Aven (29217)            | 56. Pont-Croix (29218)              |
| 57. Pont-l'Abbé (29220)      | 58. Pouldergat (29224)       | 59. Pouldreuzic (29225)          | 60. Poullan-sur-Mer (29226)         |
| 61. Primelin (29228)         | 62. Querrien (29230)         | 63. Quimper (29232)              | 64. Quimperlé (29233)               |
| 65. Riec-sur-Belon (29236)   | 66. Rosporden (29241)        | 67. Rédené (29234)               | 68. Saint-Jean-Trolimon (29252)     |
| 69. Saint-Thurien (29269)    | 70. Saint-Yvy (29272)        | 71. Saint-Évarzec (29247)        | 72. Scaër (29274)                   |
| 73. Tourch (29281)           | 74. Treffiagat (29284)       | 75. Tréguennec (29292)           | 76. Trégunc (29293)                 |
| 77. Tréméoc (29296)          | 78. Tréméven (29297)         | 79. Tréogat (29298)              | 80. Le Trévoux (29300)              |
| 81. Île-Tudy (29085)         | 82. Île-de-Sein (29083)      |                                  |                                     |

Format:Arondismente din Finistère, Bretania